# Theoretical Girls
Theoretical Girls est un groupe de no wave américain, originaire de New York. Il est formé en 1977 par Glenn Branca et Jeff Lohn, et séparé en 1981. Associé à la scène no wave, le groupe peut être considéré comme une sorte de prélude punk à la musique minimaliste plus tard développée par Glenn Branca.

## Biographie
Initialement rapprochés par un intérêt commun dans le théâtre expérimental, Glenn Branca et Jeff Lohn décident de former un groupe musical au style punk et noise. Invités par l'artiste Dan Graham, Theoretical Girls joue son premier concert à l'Experimental Intermedia Foundation. Jeff Wall les rejoint ensuite. 
The Theoretical Girls sont le groupe de no wave le plus énigmatique des années 1970 au sein de la scène underground new-yorkaise, populaires pour leur musique. Le groupe lance la carrière du guitariste et compositeur Glenn Branca et du producteur Wharton Tiers, ce dernier à batterie, aux côtés de la claviériste Margaret De Wys et du chanteur et guitariste Jeff Lohn.